# مک‌کینلی کانتر
بنجامین مک‌کینلی کانتر (به انگلیسی: Benjamin McKinlay Kantor) روزنام نگار، رمان‌نویس و فیلم نامه‌نویس آمریکایی. او بیش از ۳۰ رمان نوشته‌است که چندی از آن‌ها در زمان جنگ‌های داخلی آمریکا اتفاق افتاده‌اند. در سال ۱۹۵۶ برنده جایزهٔ پولیتزر، برای رمان آندرسانویل Andersonville نوشته شده در سال ۱۹۵۵، می‌شود. او همچنین نویسندهٔ رمان گتزبرگ Gettysburg، که در زمان جنگ‌های داخلی آمریکا اتفاق افتاده، است.

## اوایل زندگی و آموزش
در وبستر سیتی، لووا به دنیا آمد و دومین فرزند و تنها پسر خانواده بود. خواهرش ویرجینیا نام داشت. مادر افی (مک کینلی) کانتر در دوران کودکی او، سردبیر روزنامهٔ وبستر بود. پدرش جان مارتین کانتر یک یهودی سوئدی الاصل بود و اجدادش نسل به نسل خاخام‌هایی در نقش کشیش‌های پروتستان بودند. اجداد مادرش، انگلیسی، ایرلندی، اسکاتلندی و هلندی پنسیلوانیایی بودند. او بعدها رمان چاپ نشده‌ای به نام نیمه یهودی نوشت.
خانواده او را یک پروتستان بار آوردند. پدرش سر هیچ شغلی دوام نمی‌آورد و قبل از تولد او خانواده را ترک کرد و مادرش، نزد خانم و آقای آدام مک کینلی -والدینش که با بقیهٔ فرزندانشان زندگی می‌کردند- به وبستر سیتی بازگشت.
در کودکی نام مک کینلی را انتخاب کرد؛ و تلفظ آن را با اضافه کردن a تغییر داد چون از نظر او با این کار نامش بیشتر تلفظی اسکاتلندی می‌گرفت، و ترجیح می‌داد که او را مک یا مک کینلی صدا کنند. به مدرسهٔ محلی می‌رفت و نهایت استفاده را از کتابخانهٔ عمومی کیندل یانگ می‌برد. او با نوشتن اولین داستانش به اسم بنفش purple برندهٔ مسابقهٔ نویسندگی شد.

## ازدواج و خانواده
همسرش فلورانس ایرن لاین نام داشت و حاصل ازدواج آن‌ها دو فرزند بود. پسرشان تیم کانتر زندگی‌نامه/ خاطره نگاشتی از پدرشان با عنوان: صدای پدرم: MacKinlay Kantor Long Remembered نوشت. (۱۹۸۸).

## حرفه
از سال ۱۹۲۸ داستان‌های زیادی برای مجله‌های عامه پسند pulp fiction نوشت تا بتواند امرار معاش کرده و خانواده اش را حمایت کند. داستان‌هایی که ژانری جنایی و معمایی داشتند. اولین داستان‌های عامیانه‌اش -"Delivery Not Received" and "A Bad Night for Benny" -را به ادوین بیرد Edwin Baird، سردبیر داستان‌های کارگاهی و معمایی، فروخت.
او همچنین برای هفته نامهٔ داستان‌های کارگاهی، مطلب می‌نوشت. در سال ۱۹۲۸ کانتر اولین رمانش به اسم دایورسی Diversey را به چاپ رساند که روایت داستان در شیکاگو اتفاق افتاده بود.
در سال ۱۹۳۲ او به همراه خانواده اش به نیوجرسی نقل مکان کرد و از اولین ساکنان منطقه Free Acres شد. مجموعه ای از متخصصان اجتماعی که Bolton Hall فعال اجتماعی آن را در ارتفاعات برکلی نیوجرسی بینان نهاده بود.
طی دو سال ۱۶ داستان کوتاه و داستانی چند قسمتی به هووارد بلوفیلد، سردبیر هفته‌نامه داستان‌های کارآگاهی فروخت. همچنین نشان حرفه ای، سیدنی ساندرز، را بدست آورد. در سال ۱۹۳۴ موفقیت‌هایی بدست آورد. داستان‌های کوتاهی در مجلات سطحی منتشر کرد. در ۲۴ اوت ۱۹۳۵ رمان Rogue's Gallery را به چاپ رساند که بارها و بارها تجدید چاپ شده‌است.
در همین دهه بود که اولین بار دربارهٔ جنگ‌های داخلی آمریکا نوشت. شروع این اتفاق رمان Long Remember در سال ۱۹۳۴ بود که بر مبنای نبرد گتزبورگ بود. وقتی پسری کوچک در لوآ بود. ساعت‌های زیادی پای قصه‌های جانبازان جنگ داخلی می‌نشست و بسیار علاقه‌مند به جمع‌آوری روایات دست اول بود.
در زمان جنگ جهانی دوم، برای روزنامه‌ای در لس آنجلس از لندن گزارش می‌فرستاد؛ و پس از پرواز در چند عملیات بمباران درخواست آموزش برای تیراندازی با مسلسل‌های هواپیماهای بمب افکن داد و تعلیم دید. اگرچه در خدمت ارتش نبود و این کار نقض مقررات بود. مصاحبه‌های زیادی با سربازان مجروحی که الهام بخش رمان بعدی او بودند، انجام داد.
هنگامی که با سربازان آمریکایی مصاحبه می‌کرد، اغلب اذعان می‌داشتند که تنها هدف آن‌ها این است که زنده به خانه بازگردند؛ که برای او یادآور سرودی از پروتستان‌ها بود. "When all my labors and trials are o'er / And I am safe on that beautiful shore [Heaven], O that will be / Glory for me! او از تأتر جنگ اروپا با حمل و نقل هوایی ارتش بازگشت. بعد از جنگ Samuel Goldwyn تهیه‌کننده او را مأمور کرد تا فیلم نامه‌ای دربارهٔ جانبازان بازگشته به خانه بنویسد. کانتر رمانی به سبک شعر منثور نوشت که به اسم پیروزی برای من چاپ شد. (۱۹۴۵) بعد از فروش حق فیلم رمانش، بابت اینکه نام فیلم به بهترین دوران زندگی ما تغییر کرده‌است ناراحت شد. (۱۹۴۶) همچنین جزئیات داستان را فیلم نامه‌نویس Robert Sherwood تغییر داده بود گفته می‌شود که او کنترل خودش را در مقابل Goldwyn از دست داده (عصبانی شده‌است) در ۱۵ ثانیهٔ اول فیلم نوشته شده‌است که بر اساس رمانی از مک کینلی کانتور، اما عنوان رمان ذکر نشده‌است. اگرچه مشخص است که داستان اصلی قدرتمند و پرمایه است و فیلم با موفقیت‌های بیشماری مواجه می‌شود و ۷ جایزهٔ آکادمی را از آن خود می‌کند.
در آغاز سال ۱۹۴۸ او یک دورهٔ سخت از تحقیق را با پلیس نیویورک آغاز می‌کند. او بجز گزارشگران تنها شهروندی است که به چنین اجازه ای برای بودن با گروه‌های ضربت پلیس دست می‌یابد. او بیشتر در شیفت شب و در حوزهٔ ۲۳ ام به گشت زنی می‌پردازد که قلمرو آن از بالای Park Avenue تا East Harlem را شامل می‌شود. این منطقه شامل بخش گسترده‌ای از ساکنین و دارایی است. این تجربه نقش بسزایی در شکل‌گیری بیشتر داستان‌های کوتاه جنایی او داشت مانند کار اصلی او signal thirty-two که در سال ۱۹۵۰ چاپ شد. ادبیات نگارشی او به خاطر استفادهٔ محدود از نقطه گذاری قابل توجه است. او برای فقدان علامت سؤال در نوشته‌هایش شناخته می‌شود و برای تأثیر بر روی Cormac McCarthy مورد توجه است. مک‌کارتی به اپراه می‌گوید: کانتر اولین نویسنده ای است که در مواجه با او دیگران رو ترک کردم. کانتر یکی از سه نفر اولی است که برای ایجاد سبک خاص مک‌کارتی بر روی او تأثیرگذار بوده‌اند.
کانتر در زمان مأموریتش برای گزارش از سربازان جنگ جهانی دوم، او به اردوگاه کار اجباری Buchenwald زمانی که در ۱۴ فوریه ۱۹۴۵ آزاد شد وارد می‌شود. در طول دههٔ آینده تجربیاتش او را به سمت تحقیق برای نوشتن Andersonville سوق می‌دهند. (۱۹۵۵) رمان در بارهٔ اردوگاه کنفدراسیون اسرای جنگ است. یکی از دلایلی که او با آلمان‌ها مبارزه کرد و بعد از آن در بارهٔ چگونگی زندگی شهروندانی که در نزدیکی Buchenwald بودند، فکر کرد. در تلاش برای درک این قضیه بود که ایده‌های رمانش را گسترش می‌داد در این رمان تصویری دلسوزانه از چند شهروند شمالی در تضاد با افسران اردوگاه شرح داده شده‌است. او برای این رمان جایزهٔ پولیتزر را دریافت می‌کند. (۱۹۵۵)
در زمان نوشتن بیش از ۳۰ رمان، کانتر اغلب به موضوع جنگ‌های داخلی آمریکا رجوع می‌کرد. او دو رمان برای خوانندگان جوان در بارهٔ جنگ‌های داخلی آمریکا نوشت Lee and Grant at Appomattox (1950) and Gettysburg (1952)
در ۲۲ نوامبر ۱۹۶۰، در شماره ای از مجلهٔ LOOK، او داستانی بر اساس داستان‌های جنگ، با عنوان If the South Had Won the Civil War، منتشر کرد. تولید آن چنان بازخوردی داشت که در سال ۱۹۶۱ کتاب آن منتشر شد؛ که یکی از بسیار تاریخ‌های متناوب این جنگ می‌باشد.
آخرین رمان کانتر Valley Forge می‌باشد. (۱۹۷۵).

### فیلم
کانتر علاوه بر روزنامه‌نگاری و رمان‌نویسی فیلم نامهٔ اسلحهٔ مرگبار را هم نوشت که براساس مجموعه داستان کوتاهی به همین نام بود که در سوم فوریهٔ ۱۹۴۰ منتشر شد. همچنین چندی از رمان‌های او به فیلم تبدیل شدند. در سال ۱۹۹۲ شایع شد که او اجازه داده‌است تا نامش برای نمایشنامهٔ دالتون ترومبو برده شود. یکی از ده فثیلم برتر هالیوود.

### انتشارات
او انتشارات خودش را نیز بنا نهاد که در دهه‌های ۱۹۳۰ و ۱۹۴۰ کارهای او را منتشر می‌کرد.

## مرگ
کانتر در سال ۱۹۷۷ در سن ۷۳ سالگی بر اثر حملهٔ قلبی در ساراسونا فلوریدا در گذشت.

## زندگی‌نامه

### Novels[edit]
- Diversey (1928)
- El Goes South (1930)
- The Jaybird (1932)
- Long Remember (1934)
- The Voice of Bugle Ann (1935)
- Arouse and Beware (1936)
- The Romance of Rosy Ridge (1937)
- The Noise of Their Wings (1938)
- Here Lies Holly Springs (1938)
- Valedictory (Illustrated by Amos Sewell) (1939)
- Cuba Libre (1940)
- Gentle Annie (1942)
- Happy Land (1943)
- Glory for Me (1945)
- Midnight Lace (1948)
- The Good Family (1949)
- Wicked Water (1949)
- One Wild Oat (1950)
- Signal Thirty-Two (1950)
- Don't Touch Me (1951)
- Warwhoop: Two Short Novels of the Frontier (1952)
- The Daughter of Bugle Ann (1953)
- God and My Country (1954)
- Andersonville (1955)
- Frontier: Tales of the American Adventure (1959)
- The Unseen Witness (1959)
- Spirit Lake (1961)
- If the South Had Won the Civil War (1961) (Originally published in Look magazine, ۲۲ نوامبر ۱۹۶۰)
- Beauty Beast (1968)
- I Love You, Irene (1973)
- The Children Sing (1974)
- Valley Forge (1975)

### Collections[edit]
- Turkey in the Straw: A Book of American Ballads and Primitive Verse (1935)
- Author's Choice (stories) (1944)
- Silent Grow the Guns, and Other Tales of the American Civil War (stories) (1958)
- It's About Crime (stories) (1960)
- The Gun-Toter, and Other Stories of the Missouri Hills (stories) (1963)
- Story Teller (stories and essays) (1967)

### Children's and young-adult books[edit]
- Angleworms on Toast (Illustrated by Kurt Wiese) (1942)
- Lee and Grant at Appomattox (Illustrated by Donald McKay) (1950)
- Gettysburg (Illustrated by Donald McKay) (1952)
- The Work of Saint Francis (Illustrated by Johannes Troyer) (1958)

### Nonfiction[edit]
- But Look, the Morn: The Story of a Childhood (memoir) (1939; 1941; then after establishing his own publishing company, he published the book in 1947; 1951)
- Lobo (1958)
- Mission with LeMay: My Story, by Curtis LeMay with MacKinlay Kantor (1965)
- The Day I Met a Lion (memoir/essays) (1968)
- Missouri Bittersweet (1969)
- Hamilton County (1970)

### Highly anthologised stories[edit]
- A Man Who Had No Eyes

## Filmography[edit]
Films
- The Voice of Bugle Ann (novel) (1936)
- Mountain Music (story) (1937)
- The Man from Dakota (novel, Arouse and Beware) (1940)
- Happy Land (novel) (1943)
- Gentle Annie (novel) (1944)
- The Best Years of Our Lives (novel, Glory for Me) (1946)
- The Romance of Rosy Ridge (novel) (1947)
- Gun Crazy (story and screenplay) (1950)
- Hannah Lee (film): An American Primitive (novel, Wicked Water) (1953)
- Wind Across the Everglades (actor) (1958)
- Follow Me, Boys! (novel, God and My Country) (1966)

Television
- Lux Video Theatre, episode "Forever Walking Free" (story) (1951)
- Studio One in Hollywood, episode "Signal Thirty-Two" (novel) (1953)
- The 20th Century Fox Hour, episode "In Times Like These" (novel, Happy Land) (1956)

## میراث و افتخارات
- ۱۹۵۶ برندهٔ جایزهٔ پولیتزر کتاب Andersonville
- در سال ۱۹۷۶ میدان Kantor-Mollenhoff در West Twin Park، وبستر سیتی به افتخار او و نویسندهٔ دیگری به اسم Clark R. Mollenhoff در جشن دویستمین سالگرد شهر نام‌گذاری شد.
- در سال ۱۹۸۹ مسابقهٔ اتومبیل رانی مک کینلی کانتر در وبستر به افتخار او نام‌گذاری شد.
- چاپ‌های اصلی بیش از چهل کتاب منتشر شدهٔ او به کتابخانهٔ Kendall Young وبستر سیتی توسط دوست قدیمی اش Richard Whiteman اهدا شد. همچنین بیش از یک میلیون به صندوق کتابخانه هدیه شد.